# 江竜清雄
江竜 清雄（江龍 淸雄、えりゅう すがお、1833年（天保4年11月） - 1904年（明治37年）11月21日）は、日本の政治家、衆議院議員（1期）。

## 経歴
山城国葛野郡大内村(のち京都府葛野郡大内村、現・京都市)生まれ。国学と漢学を学ぶ。区長、滋賀県坂田、浅井各郡長、徴兵参事官、郡所得税調査委員となる。また、私塾典学館を興し、子弟を育成した。
1892年の第2回衆議院議員総選挙において滋賀4区から中央交渉会所属で立候補して当選する。衆議院議員を1期務め、1894年3月の第3回衆議院議員総選挙は不出馬。1904年に死去した。